# Casa Dario-Biandrà
Casa Dario-Biandrà o anche meno correttamente Casa Dario Biandrà è un edificio storico di Milano situato in via Mercanti al civico 12.

## Storia
Il palazzo fu costruito in concomitanza con il rinnovamento edilizio del centro cittadino, culminato nel 1897 con l'avvio delle demolizioni delle numerose vecchie casupole fronteggianti le vie Orefici e Mercanti che cancellarono il fitto reticolo di strette vie e piccole piazze che avevano caratterizzato l'area. Il palazzo, che si affaccia sulla "nuova" piazza Cordusio, fu costruito su progetto di Luca Beltrami tra il febbraio del 1901 e il settembre del 1902 su committenza della contessa Celeste Dario-Biandrà, proprietaria del terreno e di due corpi di fabbricato pre-esistenti, uno dei quali dovette venire demolito per rendere possibile l'apertura della nuova via Tommaso Grossi.

## Descrizione
La facciata concava ornata con finestre con timpani curvi spezzati, paraste e cartigli è un ottimo esempio di architettura eclettica di ispirazione neobarocca dell'epoca.